# Brownanthus marlothii
Brownanthus marlothii là một loài thực vật có hoa trong họ Phiên hạnh. Loài này được (Pax) Schwantes mô tả khoa học đầu tiên năm 1927.